# Cangetta albiceps
Cangetta albiceps là một loài bướm đêm trong họ Crambidae.